# 遠山顕の英会話楽習
『遠山顕の英会話楽習』（とおやまけんのえいかいわがくしゅう）は、NHKラジオ第2放送で週3回放送された、1回15分の英語語学番組。2018年4月2日から2021年10月27日まで放送されていた。NHK英語グランドデザイン「B1～B2」レベル。学生から社会人まで幅広く向けた講座。講師は遠山顕。2008年度～2017年度まで遠山顕が担当した「ラジオ英会話」とほぼ学習形式は同じ。
NHK出版より番組に対応したテキスト（紙、電子書籍）、音声（CD、ダウンロード）が販売されていた。
当番組が年度途中の2021年10月号をもって終了した後、2021年11月以降の同時間帯には「ラジオで! カムカムエヴリバディ」が放送された。
2022年春からはNHK出版の季刊ムック「遠山顕の いつでも！　英会話入門」（音声DL BOOK）に本講座の体裁が引き継がれた（出演者も同一）。

## 出演者
- 講師
  - 遠山顕
- パートナー
  - Carolyn Miller（キャロリン・ミラー）
  - Jeff Manning（ジェフ・マニング）

## 放送時間
2018年度 - 2021年度
- 月曜日 - 水曜日：10時30分 - 10時45分
- 月曜日 - 水曜日：15時45分 - 16時00分（再放送）
- 土曜日：07時50分 - 08時35分（1週間分の再放送）
- 土曜日：21時00分 - 21時45分（1週間分の再放送）

## 放送内容

### 2021年度
月曜日と火曜日は、毎回読みきりの毎月のテーマに沿ったダイアログで放送される。
- 2021年04月：Connecting with People 人と結びつく - 人とつながる会話表現を学ぶ
- 2021年05月：Comparing Things 比較する - 比較する英会話表現を学ぶ
- 2021年06月：Pet Phrases ペット・フレーズ - ペットに関する表現を学ぶ
- 2021年07月：Opposite 対照的 - 正反対の語彙・表現を学ぶ
  - 3、4週目：英語劇場「桃太郎物語」
- 2021年08月：Really Short Vacation 実に短い休暇 - 提案をする・受け入れる・断る表現を学ぶ
- 2021年09月：Good for You！ よかったね！ - 人を元気づけ支援する表現を学ぶ
- 2021年10月：Keep Your Conversation Going！　会話を先へ！ - 会話を促進する質問のしかたを学ぶ

水曜日は月曜日と火曜日の復習に加え、Something Newとして英会話のコツ、英語ラジオドラマ、英会話文法、ユーモア、英語の歌などを学習する。実施内容と実施月・回数は以下の通りである。
| 2021年度                               | 04月 | 05月 | 06月 | 07月 | 08月 | 09月 | 10月 |
| -------------------------------------- | ---- | ---- | ---- | ---- | ---- | ---- | ---- |
| A SONG 4 YOU                           | 1    | 1    | 1    |      | 1    | 1    | 1    |
| Listen 4 it!                           | 2    | 3    | 2    | 2    | 3    | 2    | 2    |
| English Conversation Literacy          | 1    |      | 1    |      |      | 1    |      |
| インタビューしてみまショウ！(特別企画) |      |      |      |      |      |      | 1    |

### 2020年度
月曜日と火曜日は、毎回読みきりの毎月のテーマに沿ったダイアログで放送される。
- 2020年04月：Nine Times Out of Ten & 24/7 十中八九と四六時中 - 数の入った日常英語表現を学ぶ
- 2020年05月：The Weather of the Four Seasons 四季のお天気 - 天気に関する語彙・表現を学ぶ
- 2020年06月：Talking on the Phone 電話で会話 - スポーツが語源の表現を電話会話で学ぶ
- 2020年07月：Can You DIY? 自分でできますか？ - DIYに関連した語彙・表現を学ぶ (2019年8月分再放送[3])
  - 3、4週目：英語劇場「わらしべ長者」
- 2020年08月：Gordon's First Day in Japan ゴードン君の日本最初の日 - 町を案内する語彙・表現を学ぶ
- 2020年09月：Up and About & Time and Again アップ・アンド・アバウトとタイム・アンド・アゲイン - ペアワードの英語表現を学ぶ
- 2020年10月：Showdown at the office オフィスの決闘 - 職場でのこじれた人間関係に関する語彙・表現を学ぶ
- 2020年11月：Explaining How-Tos もののやり方を説明する - 日常的な語彙と説明の仕方を学ぶ
  - 3、4週目：英語劇場「かぐや姫」
- 2020年12月 : Going Shopping  買い物をする - 買い物に関する語彙・表現を学ぶ
- 2021年01月 : Speed Cleaning 慌てて掃除をする - 家事・雑用に関する語彙・表現を学ぶ
- 2021年02月 : Describing Everyday Things 日常のものごとを言い表す - 日用品・日常茶飯事を表す表現を学ぶ
- 2021年03月 : Work Troubles, Love Woes 職場のトラブル、恋の悩み - ある発言を相手に伝える方法を学ぶ

水曜日は月曜日と火曜日の復習に加え、Something Newとしてリスニングと音読、文法を強化する。実施内容と実施月・回数は以下の通りである。
| 2020年度                                                   | 04月 | 05月 | 06月 | 07月 | 08月 | 09月 | 10月 | 11月 | 12月 | 01月 | 02月 | 03月 |
| ---------------------------------------------------------- | ---- | ---- | ---- | ---- | ---- | ---- | ---- | ---- | ---- | ---- | ---- | ---- |
| A SONG 4 YOU                                               | 1    | 1    | 1    |      | 1    | 1    | 1    | 1    | 1    | 1    | 1    | 1    |
| English Conversation Literacy                              | 2    |      | 2    |      |      | 2    |      |      | 2    | 2    |      | 1    |
| Grammar for Better Conversation                            | 1    |      | 1    |      |      | 1    |      | 1    |      |      |      |      |
| Listen 4 it!                                               |      | 3    |      |      | 3    |      | 3    |      |      |      | 2    | 2    |
| Rhythm and Pronunciation Training with Mother Goose Rhymes |      |      |      | 1    |      |      |      |      |      |      |      |      |
| Why Is It So Funny? English Through Jokes!                 |      |      |      | 1    |      |      |      |      |      |      |      |      |
| Twelve Special Christmas Presents from Gakushu to You!     |      |      |      |      |      |      |      |      | 1    |      |      |      |
| First Laughs of the New Year                               |      |      |      |      |      |      |      |      |      | 1    |      |      |
| Second Laughs of the Year                                  |      |      |      |      |      |      |      |      |      |      | 1    |      |

### 2019年度
月曜日と火曜日は、毎回読みきりの毎月のテーマに沿ったダイアログで放送される。
- 2019年04月：Problems, Problems 問題、また問題 - 問題とその解決に関連した表現を学ぶ
- 2019年05月：The Smiths' Dog Goes to Training School スミス家の犬、訓練学校へ行く - 気配りと協力の表現を学ぶ
- 2019年06月：Fitness and Health フィットネスと健康 - フィットネスと健康に関する語彙・表現を学ぶ
- 2019年07月：Sightseeing in Los Angeles ロサンゼルスで観光 - 観光と案内の表現を学ぶ
- 2019年08月：Can You DIY? 自分でできますか？ - DIY（日曜大工）に関連した語彙・表現を学ぶ
  - 3、4週目：英語劇場 「わらしべ長者」
- 2019年09月：Going to Clinics クリニックへ行く - クリニックに関連した語彙・表現を学ぶ
- 2019年10月：Town of Apples リンゴの町 - お付き合いと料理の表現を学ぶ
- 2019年11月：Different Strokes for Different Folks 人さまざま - 色々な仕事に関する語彙・表現を学ぶ
- 2019年12月：People in the know 詳しい人たち - 物事に詳しい人たちに関する語彙・表現を学ぶ
  - 3、4週目：英語劇場 「笠地蔵」
- 2020年01月：Ham and Eggs & Rock 'n' Roll ハムエッグにロックンロール - ペアワードで学ぶ表現
- 2020年02月：When Haruru Sees Sally Again ハルルとサリーが再会するとき - 選ぶことに関する語彙・表現を学ぶ
- 2020年03月：These Three Words これら3つの単語 - よく使われる3語の動詞表現

水曜日は月曜日と火曜日の復習に加え、Something Newとしてリスニングと音読、文法を強化する。実施内容と実施月・回数は以下の通りである。
| 2019年度                                                   | 04月 | 05月 | 06月 | 07月 | 08月 | 09月 | 10月 | 11月 | 12月 | 01月 | 02月 | 03月 |
| ---------------------------------------------------------- | ---- | ---- | ---- | ---- | ---- | ---- | ---- | ---- | ---- | ---- | ---- | ---- |
| A SONG 4 YOU                                               | 1    | 1    | 1    | 1    |      | 1    | 1    | 1    |      | 1    | 1    | 1    |
| English Conversation Literacy                              | 1    | 1    |      | 1    |      | 1    |      |      | 1    | 1    | 1    | 2    |
| Rhythm and Pronunciation Training with Mother Goose Rhymes | 2    | 1    |      | 1    | 1    | 1    |      |      |      |      |      |      |
| Why Is It So Funny? English Through Jokes!                 |      | 1    |      | 1    | 1    | 1    | 2    |      |      |      | 1    |      |
| Listen for It!                                             |      |      | 3    |      |      |      |      | 3    |      |      |      |      |
| Story Listening - Little by Little!                        |      |      |      |      |      |      | 1    |      |      |      |      |      |
| Grammar for Better Conversation                            |      |      |      |      |      |      |      |      | 1    | 1    | 1    | 1    |
| First Laughs of the New Year                               |      |      |      |      |      |      |      |      |      | 1    |      |      |

### 2018年度
月曜日と火曜日は、毎回読みきりの毎月のテーマに沿ったダイアログで放送される。
- 2018年04月：Getting Started 始める - 何かを始めることに関する表現を学ぶ
- 2018年05月：Talking About the Weather 天気の話をする - 天気についての語彙・表現を学ぶ
- 2018年06月：Hobbies 趣味 - 趣味の語り方を学ぶ
- 2018年07月：Travel Talk 旅行会話 - 旅に関する語彙・表現を学ぶ
- 2018年08月：Jack and Betsy Go Shopping ジャックとベッツィー、買い物に行く - 買い物に関する語彙・表現を学ぶ
- 2018年09月：How Do You Do It? やり方は？ - もののやり方をどう言うかを学ぶ
- 2018年10月：Different Walks of Life 職業いろいろ - 職業に関する語彙・表現を学ぶ
- 2018年11月：The Smiths Catch a Bug スミスさん一家、風邪をひく - 風邪に関する語彙・表現を学ぶ
- 2018年12月：Party Conversations パーティー英会話 - パーティーに関する語彙・表現を学ぶ
- 2019年01月：Describing People, Places and Things 人・場所・物の特徴を伝える - 物事の説明の仕方を学ぶ
- 2019年02月：The Beginning of Beautiful Friendships 美しい友情の始まり - 交友関係に関する日常的な語彙・表現を学ぶ
- 2019年03月：Life Is a Game 人生はゲーム - ビジネスや日常会話のためのスポーツが起源の表現を学ぶ

水曜日は月曜日と火曜日の復習に加え、Something Newとしてリスニングと音読、文法を強化する。実施内容と実施月・回数は以下の通りである。
| 2018年度                                                        | 04月 | 05月 | 06月 | 07月 | 08月 | 09月 | 10月 | 11月 | 12月 | 01月 | 02月 | 03月 |
| --------------------------------------------------------------- | ---- | ---- | ---- | ---- | ---- | ---- | ---- | ---- | ---- | ---- | ---- | ---- |
| A Song 4 U                                                      | 1    | 1    | 1    | 1    | 1    | 1    | 1    | 1    | 1    | 1    | 1    | 1    |
| Grammar for Better Conversation                                 | 2    | 2    | 2    | 1    | 1    | 1    |      |      |      |      | 1    |      |
| English Conversation Literacy                                   | 1    |      |      |      |      | 1    | 1    |      |      | 1    | 1    |      |
| Pronunciation Training Special                                  |      | 1    |      | 1    |      |      | 1    |      |      |      | 1    |      |
| Why Is It Funny? English Through Jokes!                         |      |      | 1    | 1    |      | 1    | 1    |      |      |      |      |      |
| Listen for It!                                                  |      |      |      |      | 2    |      |      | 3    |      |      |      | 3    |
| At Least I Should Be Able to Sing the First Verse of That Song! |      |      |      |      |      |      |      |      | 3    |      |      |      |
| First Laughs of the New Year                                    |      |      |      |      |      |      |      |      |      | 2    |      |      |